# The River (Бангкок)
The River (тайск. เดอะริเวอร์) — небоскрёб высотой 258 метров в Бангкоке, Таиланд. Здание расположено на берегу реки Чаупхрая напротив отеля «Шангри-Ла». Здание имеет около 70 этажей, на которых размещены жилые кондоминиумы. Строительство было завершено в 2011 году.

## История
Проект разработанный компанией Raimon Land, состоит из двух зданий: более высокой южной башни, примыкающей к реке, и немного меньшей северной башни, которая смещена от передней башни, так что c обеих башен имеется вид на реку. 74-этажный небоскрёб The River South ранее был вторым по высоте зданием в Таиланде, состоящим полностью из кондоминиумов, и самым высоким жилым зданием в стране.
152-метровый 45-этажный небоскрёб The River North включает в себя обычные жилые кондоминиумы, а также обслуживаемые апартаменты, управляемые сингапурской гостиничной сетью Klapsons, владелец которой также был основным акционером Raimon Land. 14 из 84 единиц апартаментов с обслуживанием были позже проданы как кондоминиумы.
В число удобств входят 120-метровая набережная, тренажёрный зал, несколько бассейнов, сады и площади в торговом центре VUE, который открылся в 2012 году, также принадлежащем и управляемом Raimon Land. VUE должен был быть преобразован в отель под брендом Kitch Hotel.

## Награды
The River был признан важным сооружением Таиланда, получив престижную премию Thailand Property Award «Лучший элитный кондоминиум в Бангкоке» в 2012 году, а также «Лучший проект кондоминиума» в том же году.